# 放浪男孩
《放浪男孩》（日语：放浪息子）是日本漫画家志村貴子的漫画作品。故事围绕想要成为女孩的年轻男生二鳥修一以及想要成为男孩的女同學高槻佳乃二人展开，涉及了性别认同、跨性别以及青春期等相关的一系列課题。《放浪男孩》在2002年12月开始在《Comic Beam》连载，于2013年8月完结，Enterbrain共发行了十五册单行本。繁体中文版由长鴻出版社代理发行，后因日方终止授权而只发行了前四册。北美洲則由Fantagraphics Books代理发行。動畫由AIC Classic制作，青木英担任导演，于2011年1月在在富士电视台的“NoitaminA”播出。
志村貴子最初是構思一位女高中生想要成为男性的故事，但后来她意识到如果一个男孩子在步入青春期前就想变为女生，那么他将会有种种成長期的烦恼。于是志村贵子修成了漫画今貌。性别反转的故事核心是《放浪男孩》廣受讚譽之處，雖然故事中的年轻角色有着情緒反應与現實年龄不大相符的问题。
放浪息子一名作者說是取自放蕩息子的諧音，並無特別意義。

## 故事大綱
二鳥修一是個有少女心的小學五年級男性，他對穿女裝抱持憧憬，但一直隱藏著秘密。他在轉學後認識了性格陽剛的女學生高槻佳乃，佳乃經常穿哥哥的舊制服到鄰近的城鎮，並且也將此視為秘密。故事以多元性別為主題，描述二鳥修一和高槻佳乃這兩位主角從小學到高中階段期間、涉及戀愛和性別探索的日常生活，也提及他們家人和朋友的生活。
小學篇（第1話至第33話）
在一次事件中，修一和佳乃互相坦白了秘密，之後他們成為朋友，而修一也逐漸喜歡上佳乃。修一的陰柔特質成了他遭到男性同儕性霸凌的主因，暗戀他的女同學千葉沙織屢次替他出頭，而和佳乃亦是朋友沙織因此陷入三角關係的難題。小學時的主要事件還包括修一和佳乃認識了變性人小雪，後者成了兩人傾訴煩惱的對象；佳乃對月經感到困擾；修一和姊姊真穂被模特兒經紀公司錄取。
中學篇（第34話至第96話）
升上中學後，修一和佳乃都因為各自的青春期感到不適。他們的同學更科千鶴是隨心改變穿著的女生，這讓佳乃十分憧憬，而她也抱持著想成為男性的念頭。在班導師的帶動下，他們在文化祭裡多次穿著異性服裝演出性別顛倒的話劇，修一撰寫的劇本獲得好評，而他變聲的情況也越來越明顯，他也不斷思考自己未來是否要動變性手術。由於佳乃和千鶴都曾穿過男裝到校，修一也試著穿女裝上學，但隨即被校方勸回家。修一和在事務所認識的模特兒末廣安那交往，不過比起情侶，他們都認為兩人關係更像姊妹。
高中篇（第97話至第123話）
升上高中後，佳乃被模特兒經紀公司相中，並穿上了女裝，成為模特兒，她心中想成為男性的憧憬已經不如以往；另一方面，修一以女裝扮相找到打工，並因此遇見男扮女裝的父親海老名。隨著青春期變化加劇，修一也開始思考自己的扮裝行為將維持到何時，感到既混亂又憂鬱，並以文章記錄自己的心境。
在故事最後，佳乃放棄了成為男性的想法，而修一告訴安那，自己希望成為女性，安那表示如果這是修一的決定，那自己便是女同性戀。

## 登場角色

### 主要人物
二鳥修一（聲：畠山航輔）
常稱呼為（修）或，連載開始時是小學5年級10歲。家庭成員有父親（博之）、母親（里美）、姊姊（真穗）。是一個想成為女生的男孩，也不時打扮成女生模樣假想自己為異性。因為嬌小的身材跟臉孔，穿著女裝時不會給認出來，甚至比一般的女生還可愛，受到高槻跟千葉的唆擺而積極模仿成女生，也曾經為男生喜歡上。因進入青春期而開始聲音低沉及長痘痘，使他日漸煩惱，也帶點性別不安的徵狀。喜愛室內活動，但都不是一般男生會參與的，擅長製作點心，但沒有讓其他人看見他烹調其他較古調的食物。跟高槻開始交換日記後，開始對寫作生與趣，並加入了戲劇學會。他做人非常老實隨和，而且文靜，但偶爾會情緒爆發。對事情有時反應過敏，也易於在其他人臉前落淚。朋友大多是女生，跟高槻與末廣安那格外有緣，但與男生相處不洽。常常幻想自己是各式各樣故事的主角。目前和安那交往中。因為安那是藝人的緣故，約會時都會穿女裝。在上大学后决意彻底变成真正的女生。
高槻佳乃（聲：瀨戶麻沙美）
想成為男生的女孩。連載開始時是小學5年級，與修一同年級。家庭成員是父親、母親、姊姊、哥哥。因為長相帥氣，被女生稱呼為「高槻老弟」。
與修一一樣是老實安靜型。內向易害羞的人，不過與修一不同的是，她非常清楚自己的意志。引發出修一「想成為女孩子」念頭的人。青春期時厭惡和煩惱生理痛及胸部的發育。
經常庇護被同年級男同學戲弄的修一及被孤立的千葉。在修一上大学之后伤心欲绝，在末广安那安慰后两人逐渐产生暧昧关系。

### 兩人的朋友圈
千葉沙織（聲：南里侑香）
兩人的朋友。連載開始時是小學5年級，與修一同年級。個性直腸直肚，會漠視其他人對自己言論的看法，朋友不多，跟其他人相處困難，可是卻跟修一比較親密。跟高槻一樣積極慫恿修一穿著異常服裝，甚至願意長途跋涉買價值不菲的裙子給修一作為生日禮物。長大後，待人更為冷淡，自己也恬淡寡歡，跟老師關係惡劣，儘管自我中心的態度不為人喜歡，但因美貌而受男同學歡迎。
訓斥欺負修一的同學時，會因修一女子的氣質使脾氣反倒轉好，可是又容易受環境影響而情緒起伏，這可能是她在乎修一而導致。有些傾向接觸基督教的信仰，為她先前所作的行為尋求寬恕，但就只在罪咎感萌生時才會參加彌撒。
佐佐加奈子（聲：南條愛乃）
跟修一同班的小學5年級學生，漫畫第2話登場的角色，但單行本第2冊才命名。身型矮小但很有幹勁的女孩。覺得自己能成為眾人的朋友。會因朋友打架不和而苦惱，所以充當調解人的角色同時，也會避免有人被冷落。學前階段巳跟高槻相識，稍後跟千鶴較為親近。本身個性偏向單純幼稚。除了朋友不和的事外，就再沒有很多煩惱。母親會對她稍為難於調較。洗完的衣服要母親代勞收拾，準備上學也要勞煩母親。本人曾提及若用腦過度，便會感到頭疼。
有賀誠（聲：井口祐一）
家中獨子，父母經營麵包店。初次登場時跟修一同樣是六年級生，但班別不同，唯兩人都期盼變成女生並交流男扮女裝的心得，因此誠成為修一身邊唯一親近的同性朋友。誠覺得他的圓眼鏡跟臉上的雀斑，使他裝扮成女性時不及修一可愛。曾懷疑自己對男生的吸引力使他愛男扮女裝。為富浪漫感的孩子，想跟冷酷的成熟男士扯上關係。相對同齡男生較為成熟，能客觀分析並給予朋友建議。良好的聆聽技巧使他能跟男女生都相處融洽。故事中較多以旁觀者的立場身份出現，見証其他角色的舉動。
更科千鶴（聲：千葉紗子）
自中學起和主角同班，登場時為中一生，與修一同年級。跟桃子為童年朋友。身高跟他的長髮突顯出她個性的行為舉止，尤其是修一和高槻跟她初次見面時便為她的長髮吸引著迷。作品中塑造成不受拘束的角色，享受做非約定俗成的事，但同時毫無節制的處事方式也令身邊人驚訝。多時做事不經大腦思考，使她予人一種天真的印象。激進的行為使她跟別人相處困難重重。當領會其害處時便開始感到慚愧，但沙織仍然對她的衝動非常討厭。為學校女子籃球隊成員，家庭經營麵館。
白井桃子（聲：豊崎愛生）
自中學起和主角同班，登場時為中一生，與修一同年級。千鶴的童年朋友、小學同學。常與千鶴在一起，當發覺千鶴與其他人交際時會顯出不悅的樣子。即使是有人靠近千鶴而坐也會觸動她的神經。與沙織不合，還曾經發生肢體衝突，因為沙織對千鶴態度不遜。
雪／吉田紘之（聲：本田貴子）
高槻和修一的成年朋友，一身材高䠷且具吸引力的變性女人，與男友椎名同居，現正管理一家同性戀酒吧。曾以為男裝高槻是男生而前往搭訕，結識了高槻跟修一。理解他們兩人的心境並打從心底支持兩人在一起。中學就學時期受欺凌而繭居，當時起就愛慕後來同居的同校同學椎名。
在作者另一部短篇集《我是女生》收錄的作品「花」中的主角，吉田的家人也出現其中。與營運制服商「吉田洋品店」的父母關係不太好，長期不回老家。有電視節目演出的經驗，在「花」中因此遭父親召還斥責。家人間，父親極力反對，母親則冷戰中。哥哥一直很友愛她，嫂嫂也關係很好。昭和時代影星佐田啓二的影迷。
小信／椎名（聲：藤原啟治）
雪的同居人，求學時目睹針對吉田的各種欺凌，當時只有椎名沒有參與。小時候，姐姐們喜歡讓他穿上女裝，長大後對他失去了興趣。

### 姊姊與她的朋友圈
二鳥真穂（聲：水樹奈奈）
二鳥修一的姊姊，比修年長一年。直到高中還是與修一共用房間。為了接觸偶像麻衣子而成為模特兒。
瀨谷理久（聲：松岡禎丞）
真穗的男朋友，於中一時開始交往。交往前，本來對真穗有意思的理久，對女裝的修一一見鍾情。後來修一坦白是男生時，陷入戀愛為何的煩惱。後來接受了真穗的告白。此後仍然關心修一，在女裝上學事件中，曾激勵修一。
末廣安那（聲：堀江由衣）
真穂和環的模特兒朋友。目前與修一交往中。對於修一的女裝不排斥並覺得很可愛。曾經因為修一中學時的女裝上學事件而沒有信心繼續與修一交往而分手，但在文化祭上因為修一的再次告白而復合。時而為修一的直率感到心動，並認為修一其實很有男子氣概。
佐藤環（聲：仪武祐子）
真穂和安那的模特兒朋友。身高很高，有男朋友。和其他同期的模特兒不同，較爲嚴肅地對待工作。
麻衣子（聲：高部愛）
人氣模特兒。真穂崇拜的對象。與安那關係較密切。

### 學校老師、同學
税所學（聲：中井和哉）
修中學時班主任。國語科的新進老師，經常遲到。
兼田健太郎（聲：近藤孝行）
修中學的老師。該校校友，與中學時的同級生結婚，育有一子，為人淡定、略古怪、性格捉摸不定，是作者另一部漫畫作品叛逆思春期的主要登場人物。
土居伸平（聲：吉野裕行）
修一六年級時的同級生，似曾對沙織有好感，在與修一的糾紛中激怒了沙織，連帶佳乃等也不喜歡他。中學時知悉所見的雪/吉田纮之為男身後，慫恿修一以女裝上學。姐姐與真穂同班且同屬排球部。高中時，他再度與修一同校。

### 主要人物的家人
二鳥媽媽（聲：大原沙耶香）
修一·真穗的母親。本名：二鳥里美。家庭主婦並且是很溫柔的媽媽。
對真穗較嚴格，對修一略為溺愛。有著寬宏大量的性格，不過並沒有想到修一想變成女孩子。在知道修一有穿女裝的癖好時嚇到了。
二鳥爸爸（聲：宮坂俊藏）
修一·真穗的父親。本名：二鳥博之。上班族。是個溫柔的爸爸。
在知道修一有穿女裝的癖好時遲疑了一下，之後也打算接受。他的父母（修一他們的爺爺奶奶）都還健在，爺爺奶奶為慶祝升學的孫子們把書皮做為禮物。
高槻媽媽（聲：慶長佑香）
佳乃的母親。成長期故常情緒不穩的女兒變成她棘手的事情。希望佳乃像女孩子一樣穿上可愛的衣服，為佳乃所拒。
高槻爸爸
佳乃的父親。喜好寶塚，很希望女兒可以進入寶塚，不過佳乃只把這事情當成玩笑。
高槻哥哥
佳乃的哥哥。離開妹妹佳乃有好多年了。在佳乃進入國中就讀時穿的男性制服就是哥哥留下的。
高槻姊姊
佳乃的姊姊。離開妹妹佳乃有好多年了。在她國中的時候上的是很嚴格的學校。
沙織媽媽（聲：小堀友里繪）
沙織的母親。悠然自得、不可思議系的媽媽。溺愛女兒。為情緒不穩定的沙織所左右同時溫柔地守護著她。對女兒屈指可數的朋友修一、佳乃也很溫柔。假日時會與女兒一起參觀美術館等等地優雅渡日。
佐佐媽媽（聲：水原薫）
加奈子的母親。個性很著急也很容易生氣。曾把修一誤會成女兒的男朋友。
有賀媽媽（聲：田頭里奈）
誠的母親。經營麵包店「有賀麵包店」，個性豪爽又很長舌，有時候也會捉弄兒子。

## 出版書籍
| 冊數 | Enterbrain     | Enterbrain             | 長鴻出版社    | 長鴻出版社           |
| 冊數 | 發售日期       | ISBN                   | 發售日期      | EAN                  |
| ---- | -------------- | ---------------------- | ------------- | -------------------- |
| 1    | 2003年7月25日  | ISBN 978-4-75-771522-6 | 2005年2月15日 | EAN 471-0765-19230-3 |
| 2    | 2004年5月26日  | ISBN 978-4-75-771805-0 | 2006年6月6日  | EAN 471-0765-20579-9 |
| 3    | 2004年12月25日 | ISBN 978-4-75-772091-6 | 2006年6月14日 | EAN 471-0765-20578-2 |
| 4    | 2005年8月31日  | ISBN 978-4-75-772402-0 | 2006年8月30日 | EAN 471-0765-20741-0 |
| 5    | 2006年6月26日  | ISBN 978-4-75-772825-7 | 停止出版      | 停止出版             |
| 6    | 2007年2月26日  | ISBN 978-4-75-773352-7 | 停止出版      | 停止出版             |
| 7    | 2007年12月25日 | ISBN 978-4-75-773928-4 | 停止出版      | 停止出版             |
| 8    | 2008年10月25日 | ISBN 978-4-75-774499-8 | 停止出版      | 停止出版             |
| 9    | 2009年7月25日  | ISBN 978-4-75-774995-5 | 停止出版      | 停止出版             |
| 10   | 2010年3月25日  | ISBN 978-4-04-726412-0 | 停止出版      | 停止出版             |
| 11   | 2010年12月24日 | ISBN 978-4-04-726940-8 | 停止出版      | 停止出版             |
| 12   | 2011年9月24日  | ISBN 978-4-04-727529-4 | 停止出版      | 停止出版             |
| 13   | 2012年5月25日  | ISBN 978-4-04-728068-7 | 停止出版      | 停止出版             |
| 14   | 2013年2月25日  | ISBN 978-4-04-728696-2 | 停止出版      | 停止出版             |
| 15   | 2013年8月28日  | ISBN 978-4-04-729101-0 | 停止出版      | 停止出版             |

## 電視動畫
於2011年1月13日起在富士電視台「noitaminA」播放。

### 工作人員
- 監督：あおきえい
- 系列構成・脚本：岡田麿里
- 人物設定・總作畫監督：牧野龍一
- 主動畫師：
- 美術監督：伊藤聖
- 美術設定：兒玉陽平
- 小物設定：松本昌子
- 色彩設計：大内綾
- 攝影監督：加藤友宜
- 離線編集：右山章太
- 音樂：神前曉（MONACA）、岡部啟一（MONACA）
- 音響監督：明田川仁
- 動畫製作：AIC Classic
- 製作：「放浪男孩」製作委員會

### 主題曲
片頭曲「いつだって。」
作詞・作曲・歌 ： ダイスケ 、 編曲 ： 前口渉、飯田哲也
片尾曲「For You」
作詞・作曲・歌 ： Rie fu 、 編曲 ： Rie fu & Ryunosuke Ikoma（BOND&Co.）

### 各集標題
| 集數                | 日文標題                            | 中文標題                                               | 分鏡                          | 演出            | 作畫監督                       |
| ------------------- | ----------------------------------- | ------------------------------------------------------ | ----------------------------- | --------------- | ------------------------------ |
| #1                  | ～Roses are red, violets are blue～ | 女孩是用什麼做的？ ～Roses are red, violets are blue～ | 青木英                        | 青木英          | 牧野龍一                       |
| #2                  | ～Cry baby cry～                    | 討厭 討厭 最討厭 ～Cry baby cry～                      | 青木英                        | 別所誠人        | 谷拓也、下司祐也               |
| #3                  | ～Juliet and Romeo～                | 羅密歐與茱麗葉 ～Juliet and Romeo～                    | 星川孝文                      | 阿部雅司        | 青野厚司 系島雅彦              |
| #4                  | ～The sound of your name～          | 給你我的名字 ～The sound of your name～                | 笹嶋啟一                      | 宮脇千鶴        | 乙幡忠志 本城惠一朗            |
| #5                  | ～Long, long shadow～               | 夏日的終幕 ～Long, long shadow～                       | 別所誠人                      | 別所誠人        | 松本昌子                       |
| #6                  | ～Dream of butterfly～              | 文化祭 ～Dream of butterfly～                          | 青木英 誊写：笹嶋啟一         | 林宏樹          | 松本昌子                       |
| #7                  | ～Growing pains～                   | 薔薇色的臉頰 ～Growing pains～                         | 石黑恭平                      | 石黑恭平        | 愛敬由紀子                     |
| #8                  | ～Brand new me～                    | 春 ～Brand new me～                                    | 別所誠人 謄寫：笹嶋啟一       | 荒井省吾        | 松井理和子 石本英治            |
| #9                  | ～Green eye～                       | 帥氣的她 ～Green eye～                                 | 青木英 謄寫：笹嶋啟一         | 吉川浩司        | 青野厚司 渡邊浩二              |
| #10（TV）           | 10+11 ～Better half～               | 10+11 ～Better half～                                  | 林宏樹、青木英 謄寫：笹嶋啟一 | 林宏樹 別所誠人 | 谷拓也、 松本昌子              |
| #10（BD）           | ～Black Sheep～                     | 只有我被笑話 ～Black Sheep～                           | 林宏樹                        | 林宏樹          | 谷拓也                         |
| #11（BD）           | ～Each Seasons～                    | 告白 ～Each Seasons～                                  | 青木英                        | 別所誠人        | 牧野龍一 サトウミチオ 松本昌子 |
| #11（TV） #12（BD） | ～Wandering son’s progress～         | 放浪男孩活出真我永不止步 ～Wandering son's progress～  | 青木英 謄寫：笹嶋啟一         | 青木英          | 牧野龍一                       |

## 評價
2006年，平成18年度（第10屆）日本新媒體動漫藝術節漫畫部門・審查委員會推薦作品。美國青少年圖書館服務協會（YALSA）在2011年選為2012年度最佳青少年圖像小說。2013年，再度成為平成25年度（第17屆）日本新媒體動漫藝術節漫畫部門・審查委員會推薦作品。
動畫部分，因其再現了原作中那種淡淡的水彩畫風，拿下日本電影電視技術協會2011年度第65屆的「映像技術獎勵獎」。

## 外部連結
- Comic Bean連載完結作品表 （页面存档备份，存于）（日語）
- 長鴻出版社 - 放浪男孩（繁體中文）
- 動畫官方網站 （页面存档备份，存于）（日語）